# Cyrano de Bergerac (phim 1990)
Cyrano de Bergerac (tiếng Pháp: Cyrano de Bergerac) là bộ phim của điện ảnh Pháp, sản xuất năm 1990. Phim dựa theo vở kịch cùng tên của nhà soạn kịch Edmond Rostand, năm 1897. Nhân vật chính của bộ phim là nhà viết kịch nổi tiếng Cyrano de Bergerac sống ở thế kỷ 17, từng tham gia chống nước Anh trong cuộc Chiến tranh Ba mươi năm. Bergerac chưa từng sống tại địa danh trùng tên ông (Bergerac) ở Dordogne, nhưng ở đây có dựng tượng ông.
Phim là một sự hợp tác giữa các công ty Pháp và Hungary, có một số sự khác biệt với các phiên bản trước.
Phim dành 10 giải César và nhiều giải thưởng quốc tế khác, trong đó Gérard Depardieu đoạt giải nam diễn viên xuất sắc nhất tại liên hoan phim Cannes năm 1990. Phim do Jean-Paul Rappeneau đạo diễn.

## Diễn viên
| - Cyrano de Bergerac — Gérard Depardieu - Roxane — Anne Brochet - Christian de Neuvillette — Vincent Perez - Comte Antoine de Guiche — Jacques Weber - Ragueneau — Roland Bertin - Le Bret — Philippe Morier-Genoud - Carbon de Castle-Jaloux — Pierre Maguelon | - The Duenna — Josiane Stoléru - The Child — Anatole Delalande - The Father — Alain Rimoux - Vicomte de Valvert — Philippe Volter - Lignière — Jean-Marie Winling - The Bore — Louis Navarre - Montfleury — Gabriel Monnet - Bellerose — François Marié |